# 伯顏都兒

伯顏都兒部落的塔木加印記

伯顏都兒，也译为伯岳吾部，是中世紀波斯和阿拉伯地理學家提及構成基馬克汗國7個部落中的1個。
他們也是烏古斯人和欽察人中一個部氏族，俄羅斯紀錄中在11世紀提到他們，當時他們在欽察草原活動。图儿干合敦和她娘家出自该部。
伊朗的白羊王朝王族也是出自伯顏都兒部。